# Arisarum proboscideum
Arisarum proboscideum är en kallaväxtart som först beskrevs av Carl von Linné, och fick sitt nu gällande namn av Gaetano Savi. Arisarum proboscideum ingår i släktet Arisarum och familjen kallaväxter. Inga underarter finns listade.

## Bildgalleri

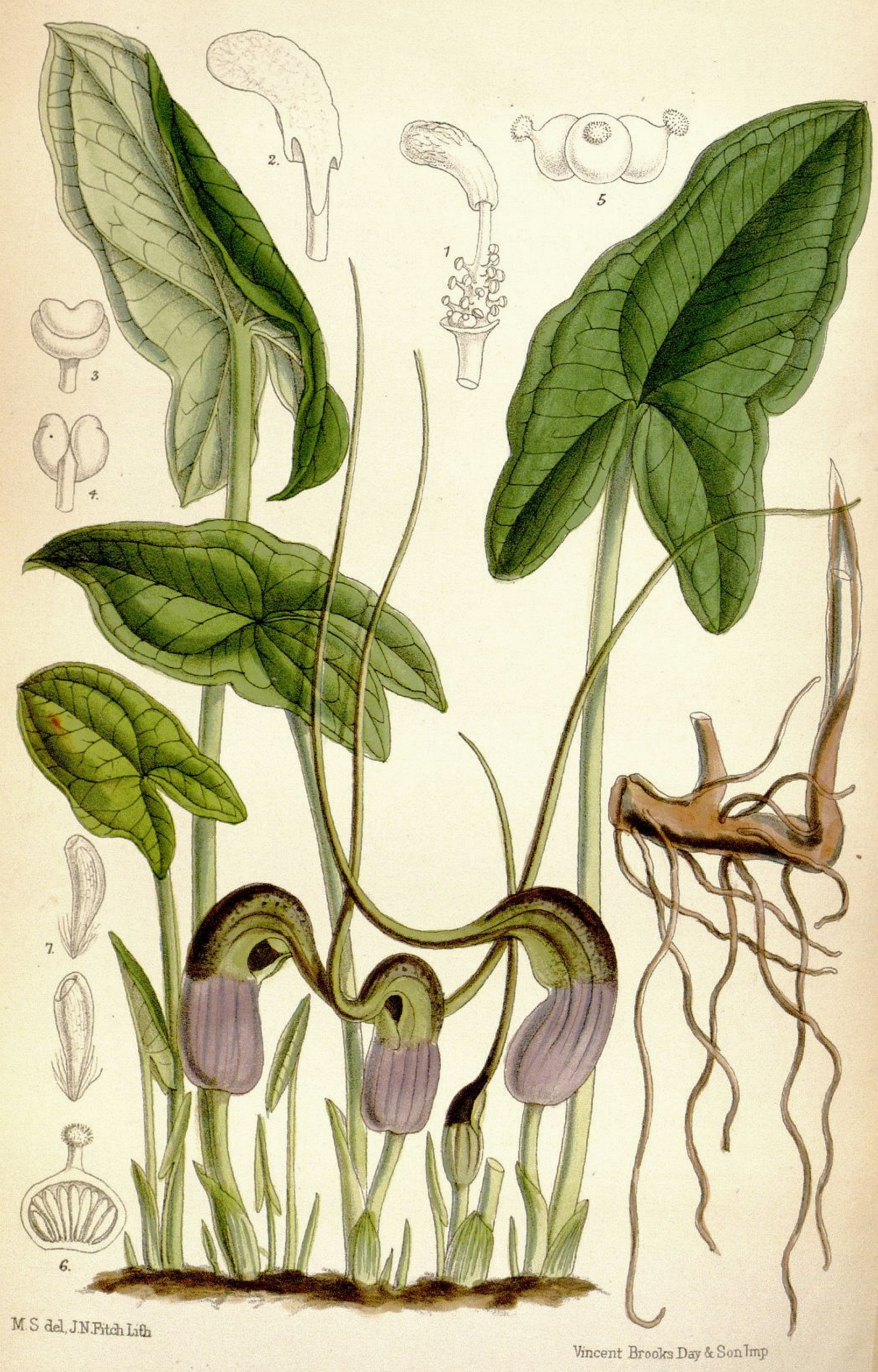
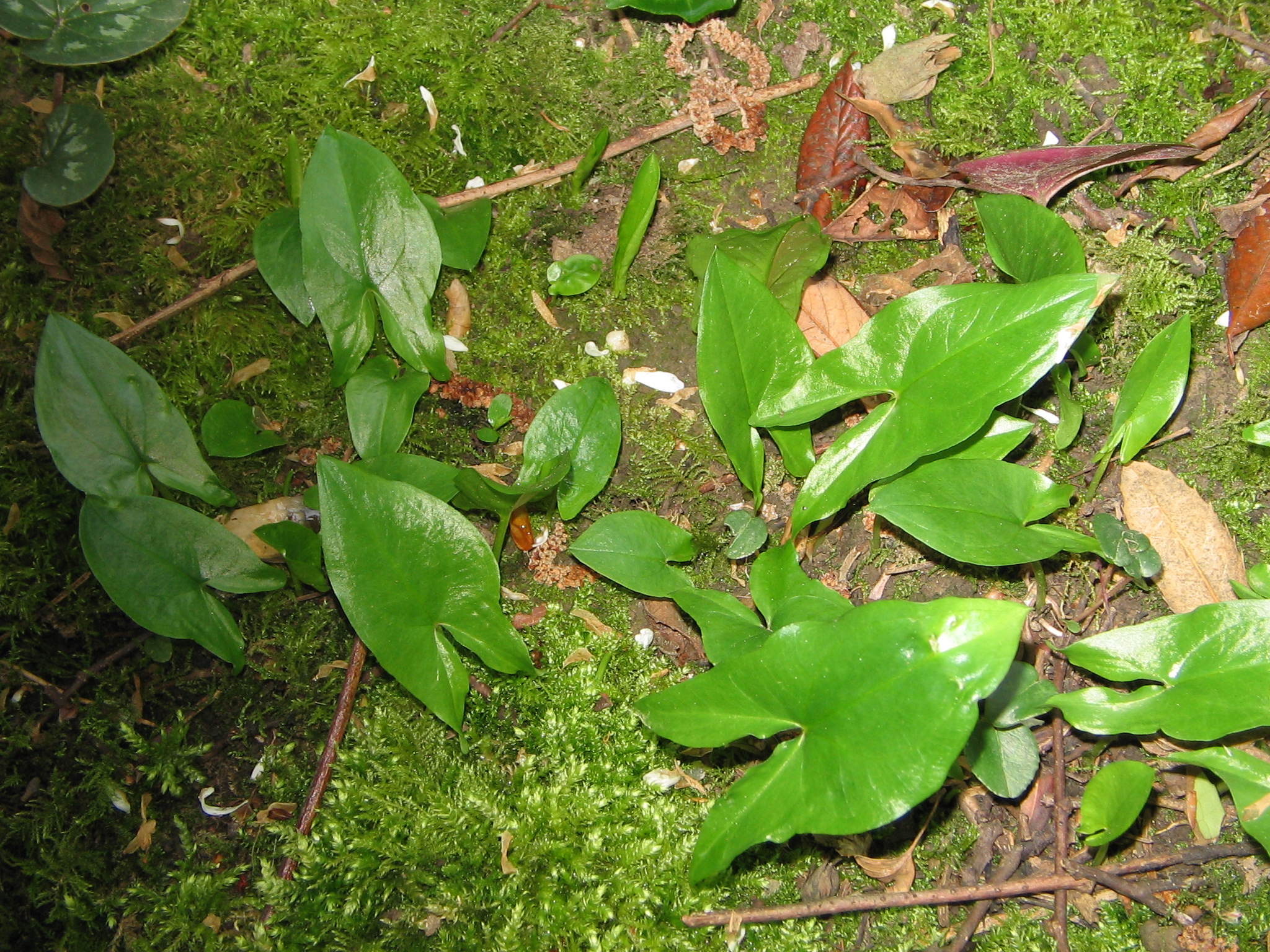
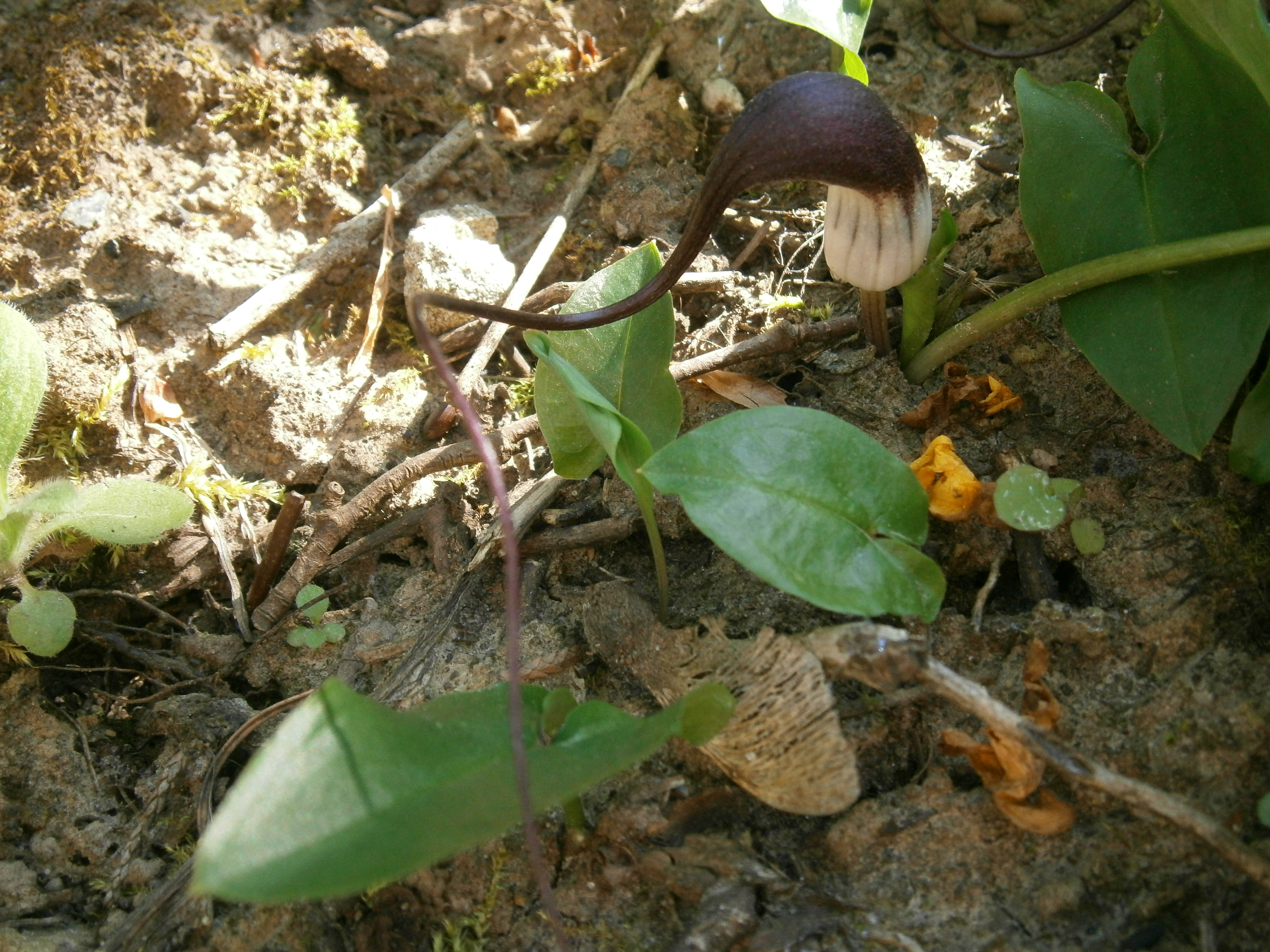
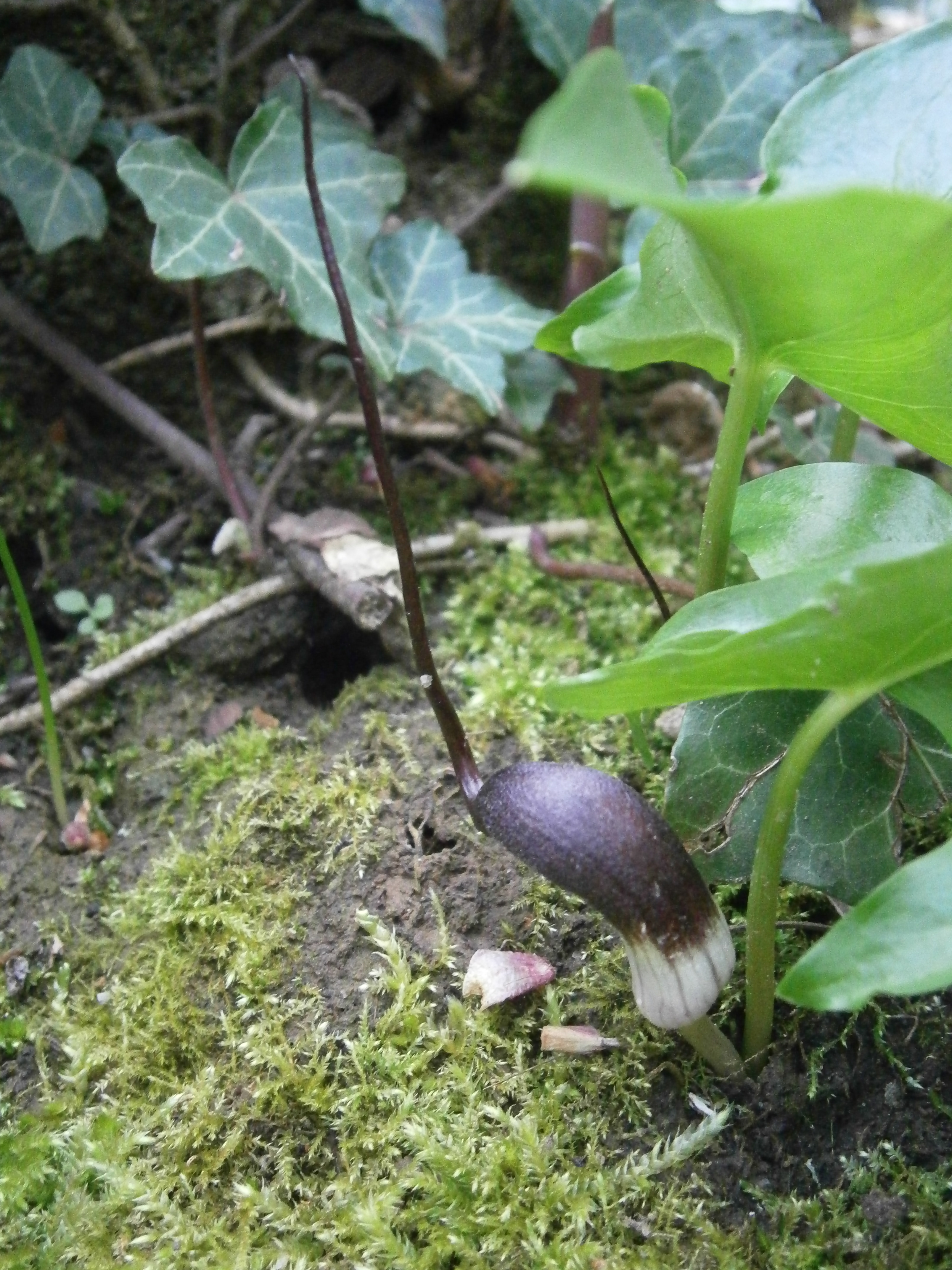